# Зеда Сорта
Зеда Сорта (груз. ზედა სორტა) — село в Грузії.
За даними перепису населення 2014 року в селі проживає 160 осіб.